# Улица Екаба (Рига)
Улица Е́каба (латыш. Jēkaba iela) — улица Центрального района города Риги. Находится в Старом Городе. Проходит от Домской площади до улицы Кришьяня Валдемара. Длина улицы — 344 метра.

## История
Первые упоминания о дороге, идущей мимо церкви Святого Екаба на городское пастбище, относятся к XIII веку. С 1379 года в официальных документах она именуется как улица Святого Екаба (platea st. Jacobi, st. Jacobes straße), в дальнейшем — улица Екаба (Jakobstraße; Яковлевская улица) и улица Лиела Екаба (Groß Jacobstraße; Большая Яковлевская улица).
После ликвидации защитных валов в конце XIX века улица была продлена от Николаевской улицы (сегодняшняя улица Кришьяня Валдемара) до улицы Элизабетес. 15 марта 1899 года в честь столетнего юбилея А. С. Пушкина этот участок Яковлевской улицы стал называться Пушкинским бульваром (сегодняшний бульвар Кронвалда).
В начале 1930-х годов депутаты Сейма Х. Асарис и Т. Ливенталь предлагали переименовать улицу Екаба в память о дне провозглашения Латвийской Республики (18 ноября) или назвать её улицей Сейма.
Во время немецкой оккупации в годы Второй мировой войны улица носила название Якобштрассе.
20 октября 1948 года переименована в улицу Комъяунатнес (Комсомольская). 27 октября 1989 года улице возвращено прежнее название — улица Екаба.
В той части улицы, где было построено нынешнее здание Сейма, находились не сохранившиеся до наших дней участок крепостной стены, башня и городские ворота.
Позади алтарной части Собора Святого Екаба 20 января 2007 года был установлен памятный знак, посвящённый защитникам баррикад 1991 года (авторы: Сандро Чаидзе, Оскарс Руклис и Эйнарс Квилис).

## Застройка

Ул. Екаба, 10-12

Ул. Екаба, 14

Здание Сейма Латвии

Перекрёсток улиц Екаба и Торня

ул. Маза Пилс, 6

Отделение картографии, периодической печати и рукописных изданий Латвийской национальной библиотеки

- Екаба, 2/4 — бывшее здание Второго рижского общества взаимного кредита (архитектор Эдмунд фон Тромповский, 1894). В дальнейшем: Рижский кредитный банк, различные кредитные учреждения, Латвийский сберегательный банк.
- Екаба, 3/5 — комплекс жилых зданий, построенный в XVII веке, но претерпевший несколько кардинальных перестроек (последней из которых, предпринятой в 1884 году руководил архитектор Карл Иоганн Фельско). Собственником зданий до Первой мировой войны был Рижский биржевой комитет. В дальнейшем помещения арендовались многочисленными конторами. В середине 1920-х годов здесь работало Норвежское консульство.
- Екаба, 6/8 — бывший Российский внешнеторговый банк (архитектор Герман Зейберлих, 1907). В дальнейшем: Латвийский ипотечный банк, Страховое общество «Даугава», отделение картографии, периодической печати и рукописных изданий Латвийской национальной библиотеки.
- Екаба, 9 — Кафедральный собор Святого Иакова (Екаба).
- Екаба, 10/12 — бывшее здание канцелярии Дома Лифляндского рыцарства (архитектор Вильгельм Нейман, 1907). В дальнейшем: Общество взаимного кредита видземских землевладельцев, Итальянское консульство, различные землеустроительные организации, проектный институт «Земпроект». В настоящее время — помещения депутатских комиссий Сейма.
- Екаба, 11 — бывший Дом Лифляндского рыцарства (архитекторы Роберт Пфлуг и Янис-Фридрих Бауманис, 1863—1867; перестроен для нужд Сейма в 1922—1923 году архитектором Эйженом Лаубе). В дальнейшем: административные и партийные структуры Советского правительства Латвии (1919), Сейм Латвии (1922—1934), Сенат Латвии (1936—1938), Верховный Совет Латвийской ССР. В настоящее время — Сейм Латвийской Республики.
- Екаба, 16 — жилой дом (построен в 1733 году, перестроен в 1875, 1929 и 1966 годах). До 1930-х годов был собственностью наследников купца Я. Эрхарда. В дальнейшем в здании находились: Австрийское консульство, АО «Латвияс банка» АО «Зиемелю банка», различные конторы, промышленные и торговые представительства. После второй мировой войны — Дом санитарного просвещения, министерство автотранспорта и шоссейных дорог Латв. ССР. После провозглашения независимости в здании работают фракции и комиссии Сейма.
- Екаба, 20/22 — доходный дом Домбровских (архитектор Альфред Пилеман, 1895). Здесь проживали художник Э. Зебергс и архитектор Теодорс Хермановскис — государственный министр транспорта и труда во Временном правительстве Латвийской Республики Улманиса (1918—1920). Работали Рижское латгальское кредитное общество, ресторан «Екабс», магазин подержанной мебели К. Гоббе.
- Екаба, 24 — жилой дом (архитектор Кристоф Хаберланд, 1786). Во время Первой республики в здании находились: Латвийский сельскохозяйственный, рыбопромышленный и рыболовецкий кредитный потребительский кооператив, Латвийско-литовский кредитный союз, управление Латвийского коммерческого банка, редакция выходящей на немецком языке газеты «Rigaer Wirtschaftzeitung», транспортная артель «Дзелтение экспреши».
- Екаба, 26/28 — жилой дом (построен в конце XVIII века, предположительно архитектором Кристофом Хаберландом; перестроен в 1879 году архитектором Виктором де Граббе). В 1920—1930-х годах здесь находились квартиры некоторых депутатов Сейма, штаб-квартира студенческого общества «Зинтениеце», правление Рижского еврейского общества, театральное ателье.
- Екаба, 30 — доходный дом Мартынова (архитектор Янис-Фридрих Бауманис, 1876). В этом доме некоторое время жила певица З. Криевкалне.